# Augusto Ruschi
Augusto Ruschi (Santa Teresa, 12 de dezembro de 1915 – Vitória, 3 de junho de 1986) foi um agrônomo, ecologista e naturalista brasileiro.
O interesse pelo estudo de plantas e animais, desde a infância, permitiu que conhecesse a fundo diversos ramos da biologia, tornando-se respeitado especialista em beija-flores e orquídeas do Brasil. Foi Professor Titular da UFRJ e pesquisador do Museu Nacional, porém, sua produção técnico-científica tem sido contestada na atualidade. Por força de suas pesquisas, também deixou grande coleção de fotografias e produziu inúmeros desenhos científicos. Ajudou no combate a pragas na agricultura, na implantação de diversas reservas ecológicas, como o Parque Nacional do Caparaó, e na divulgação das maravilhas da natureza. Montou duas instituições científicas, a saber: o Museu de Biologia Professor Mello Leitão (MBML) e a Estação Biologia Marinha Augusto Ruschi (EBMAR).
Figura polêmica, defensor atuante e notório do meio ambiente, envolveu-se em várias disputas públicas com empresas e autoridades pela preservação ambiental, destacando-se o conflito com o Governador do Espírito Santo, Élcio Álvares, em 1977, a respeito da instalação de uma fábrica de palmito na Reserva Biológica de Santa Lúcia. Foi também pioneiro no combate ao desmatamento da Amazônia e antecipou a respeito dos efeitos deletérios do plantio monocultural de eucalipto e do uso de agrotóxicos, entre outros problemas ambientais contemporâneos.
Sua notável contribuição para o ambientalismo e para as ciências, expressa em suas ações e em seus mais de 400 artigos e mais de 20 livros científicos, foi consagrada através do respeito que granjeou entre os estudiosos de sua época e de muitas homenagens que recebeu em vida e postumamente. Em 1994, através de lei federal, foi-lhe concedido o título de Patrono da Ecologia no Brasil, sendo também um dos ícones mundiais da proteção ao meio ambiente. Contudo, em anos recentes seus métodos e conclusões têm levantado críticas, sendo acusado de fraude e plágio.

## Biografia

### Família
Sua vida é mal documentada e tem muitos fatos confirmados somente pelo próprio cientista. Augusto Ruschi nasceu em uma família de imigrantes italianos, sendo o oitavo dos doze filhos de Giuseppe Ruschi e Maria Roatti. Seu pai, natural de Montescudaio, na região de Pisa, era Engenheiro Agrônomo, trabalhava na topografia e construção, e migrara para o Brasil em 1894 contratado pelo governo para organizar a colonização de Palmeira, no Paraná. Depois fixou-se em Santa Teresa, no Espírito Santo, realizando medições topográficas e coletando impostos. Ali Giuseppe conheceu sua futura esposa. Os Ruschi são uma família de grande antiguidade, alegadamente remontando aos tempos de Nero, quando um certo Ruscus teria servido como secretário do imperador romano e dado origem ao nome familiar. Foram enobrecidos na Idade Média, e vários de seus membros se notabilizaram no estudo científico e no trabalho com plantas. Augusto Ruschi casou duas vezes: primeiro com Claide, com quem teve dois filhos, Augusto Filho e André, em segundas núpcias uniu-se a Marilande, com quem foi pai de Piero.

### Primeiros anos
Em entrevista, Ruschi relatou que desde pequeno tinha forte interesse pela natureza, fazendo sua primeira exploração aos seis anos, quando, segundo ele, passou um dia inteiro na área que rodeava sua casa, admirando a flora e a fauna local, e imaginando um dia viver num lugar como aquele, cheio de pássaros e flores. Embrenhava-se nas matas para buscar o conhecimento que desejava, e logo se entendeu um habilidoso naturalista, apesar da contrariedade que suas andanças causavam nos pais. Recebeu uma instrução elementar no internato do Seminário Capuchinho de Santa Teresa, onde foi alfabetizado por Jacinto de Paula. Entusiasmava-se cuidando dos jardins, e distraía-se nas aulas brincando com insetos que guardava em caixas de fósforo e pequenos vidros. Continuou seus estudos primários no Colégio Ítalo-Brasileiro, e com dez anos passou a residir em Vitória, onde pôde frequentar um colégio melhor, o Ginásio Espiritosantense. Lá teve como mestra a pesquisadora Maria Estela de Novaes, que incentivou sua inclinação para as ciências naturais.
Ruschi também alegou que aos doze anos já passava semanas seguidas na floresta se alimentando de frutas silvestres, suprimentos em conserva e de pequenas caças, coletando e descrevendo animais e vegetais, ao mesmo tempo em que iniciava seus desenhos científicos e lia muitos livros de botânica, bioquímica, ornitologia e áreas afins, que obtinha do Museu Nacional da Universidade Federal do Rio de Janeiro e do Jardim Botânico do Rio de Janeiro em troca do envio de espécimes animais e vegetais. Como relatou anos mais tarde, estudava tanto que atravessava as noites em claro e só pensava em suas pesquisas, a ponto de seus pais imaginarem que estava ficando louco. Chegou a estudar vários idiomas: inglês, francês, latim e alemão, além de conhecer o italiano por virtude de suas origens familiares. Ruschi narrou que durante esse período fez minuciosas e inéditas observações sobre as lagartas que assolavam as plantações de laranja, dando importantes subsídios para pesquisadores internacionais que se viam às voltas com o problema. A partir daí teria atraído a atenção do professor Cândido Leitão, do Museu Nacional, que passou a protegê-lo e orientá-lo.

### Pesquisador e ambientalista

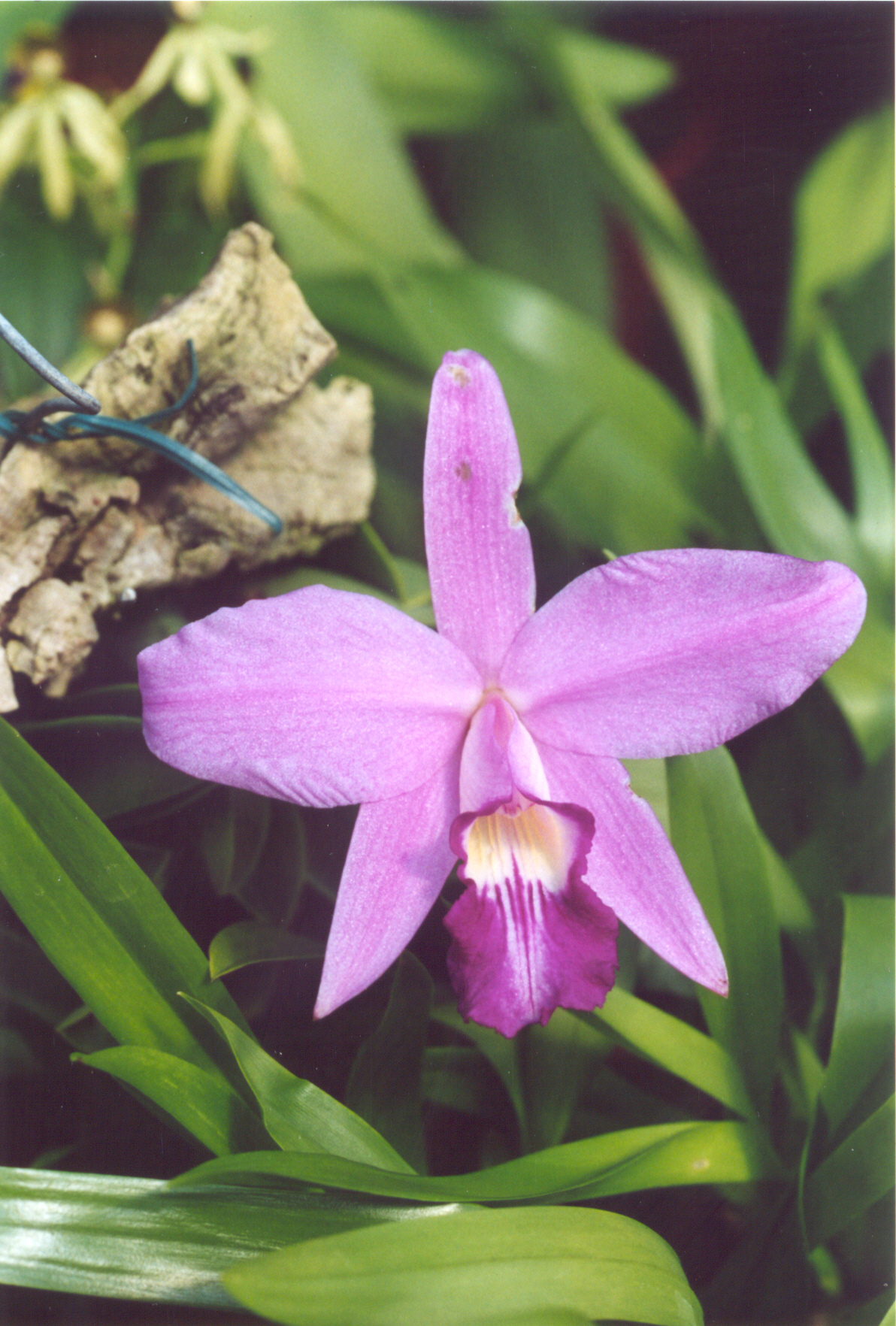
Cattleya sincorana, uma das orquídeas descritas por Ruschi (como Cattleya grosvenorii)

Ruschi com um de seus beija-flores. Fonte: [http://www.augustoruschi.com.br/foto/fotos.php?galeria=004&page=1 Projeto Arca de Noé

Sua primeira paixão foram as orquídeas. Explorou mais de mil quilômetros quadrados de mata descrevendo, catalogando e classificando milhares de espécies. Teria publicado seu primeiro trabalho científico com quinze anos, um relato sobre a descoberta de dois novos gêneros e cerca de dezenove novas espécies de orquídeas, escrito em latim e com uma metodologia inovadora. Aos dezessete anos passou a trabalhar regularmente para o Museu como coletor de espécimens, frequentando também seminários e palestras no Rio, e aos dezenove anos voltou-se para os beija-flores, quando descobriu que algumas espécies eram responsáveis pela polinização de orquídeas, numa época em que estas aves eram pouco conhecidas pela ciência, tornando-se um dos pioneiros na matéria e ganhando reconhecimento mundial. Como em seu tempo ainda não havia o curso de Biologia, ingressou em 1936 na faculdade de Agronomia de Viçosa, terminando o curso em Campos.
Com 22 anos, já residindo no Rio de Janeiro, Cândido Leitão ofereceu-lhe trabalho no Museu Nacional, ligado à Universidade do Brasil (atualmente a UFRJ) e obteve o cargo de Professor Titular de Botânica na universidade, mas depois de poucos meses pediu demissão do Museu, já que não conseguia viver longe da floresta, e voltou para sua terra natal. Em 1939 os diretores do Museu criaram a Estação Biológica de Santa Lúcia, em Santa Teresa, encarregando-o mais tarde da direção, que exerceu até aposentar-se em 1983. Ali fundou, em 1949, o Museu de Biologia Professor Mello Leitão, cujo Boletim foi o veículo de divulgação de muitas de suas pesquisas. Entrementes, formou-se também em Direito, e dava assessoria ao Ministério da Agricultura, ao Ministério da Educação e ao Governo do Estado do Espírito Santo.
Na mesma época, começava a se preocupar com os crescentes problemas ambientais, campo em que viria a se tornar um dos mais aguerridos pioneiros no Brasil, a partir da constatação dos efeitos do desmatamento do entorno da área em que pesquisava, e que era tomado por fazendas de café, e de monoculturas de eucalipto. Segundo Geraldo Hasse, "Ruschi não falava apenas por si, como botânico cioso de um rico habitat; vocalizava temores difusos de grupos sociais ante a presença de empresas multinacionais na economia brasileira". Em função disso, em 1951 organizou no museu um curso sobre preservação ambiental.
Em 1960 foi convidado pelo pesquisador norte-americano Crawford Greenewalt para divulgar seus trabalhos nos Estados Unidos, sendo favoravelmente recebido e conhecendo várias das mais importantes instituições científicas do país. Mesmo já consagrado, suas ações lhe trouxeram muitos desafetos. Era malvisto por políticos e empresários, obstaculizando a implantação de seus projetos antiecológicos, e mesmo por parte do povo, como por exemplo os caçadores de aves, que o responsabilizavam pela aprovação do Código de Caça em 1967, que impedia a comercialização de espécies nativas. Em represália, muitas vezes encontrou beija-flores pregados pelos caçadores no portão de sua casa, e em 1976 o museu que fundara foi invadido e vandalizado por homens armados, que deixaram um bilhete em protesto: "Apenas os pobres são presos, enquanto os ricos caçam e matam sempre que desejam. Será porque dão ajuda a certas pessoas? É por isso que os guardas florestais estão a cada dia mais gordos".
Em plena ditadura militar, lutou, em 1965, para impedir a concretização de um plano do governo do Espírito Santo para vender a madeira de matas nativas e ocupá-las com monoculturas de eucalipto. Condenou os planos oficiais de ocupação da floresta amazônica e falou a favor dos povos indígenas. Em 1971 documentou e denunciou o desmatamento desenfreado da mata virgem e o desalojamento violento de setecentas famílias indígenas num projeto de monocultura de eucalipto da empresa Aracruz Celulose. O combate judicial que se seguiu só encerraria em 2007, com o ganho da causa a favor dos índios, mas a esta altura a terra já estava devastada. Também combateu a mineradora Vale do Rio Doce que pretendia adquirir as terras do Parque Estadual Sooretama e quatro outras reservas florestais, cuja madeira ambicionava explorar para a produção de dormentes, em troca de uns poucos imóveis no centro urbano de Vitória, e em 1975 denunciou a Vale e a Aracruz quando procuravam desapropriar uma reserva ecológica em Comboios, onde existia um ponto de desova de tartarugas marinhas. O governo estadual tentou impedir sua atuação mas, graças ao auxílio da Marinha, a qual convenceu tratar-se de uma medida perigosa para a segurança nacional, a reserva foi federalizada e cerca de metade dela pôde ser resguardada.
Ainda em 1975, em viagem ao Amapá em busca de beija-flores, acidentalmente foi envenenado por sapos dendrobatídeos. Teve de ser hospitalizado, emagreceu muito e desde então sua saúde ficou abalada, sofrendo com febres, dores quase permanentes pelo corpo, hemorragias e comprometimento do aparelho digestivo. Segundo suas palavras, as dores eram tão intensas que o deixavam tonto e não permitiam que dormisse mais de duas horas a cada noite, e se permanecesse deitado iniciavam sangramentos pelo nariz. Ironicamente, afirmava que a insônia lhe dava mais tempo para escrever.

Ruschi discursando por ocasião da caravana ecológica de 1º de outubro de 1977, em Santa Teresa, durante seu enfrentamento com o governo capixaba

Em 1977 surgiu uma disputa entre o governo estadual e a UFRJ sobre a posse das terras da Reserva Biológica de Santa Lúcia. Ruschi acusava o governo de tentar transformar a área, onde desenvolvia pesquisas desde 1939, em uma plantação de palmitos, e o governo alegava que o processo de compra das terras não havia sido regularizado e que se tratavam de terras devolutas pertencentes ao Estado. A polêmica ganhou repercussão nacional e reuniu muitos simpatizantes da causa ecológica. Segundo Warren Dean, o governo fez tudo o que pôde para evitar ceder, inclusive fazendo desaparecer o título de registro no cartório e confiscando toda a edição do Diário Oficial onde a compra havia sido noticiada em 1953. Mas o achado de um exemplar do Diário no Arquivo Público do estado deu sustentação ao seu pleito. Ruschi chegou a enfrentar de arma em punho os agrimensores do governo. Em 1983, numa entrevista para a Folha de S.Paulo, Ruschi afirmou que teria sido capaz de matar o governador no seu próprio Palácio se a mudança se tivesse efetivado:
Folha de S.Paulo: "E a briga com o ex-governador do Espírito Santo, Élcio Álvares, como foi?
Ruschi: "Aquele safado quis destruir a estação biológica de Santa Lúcia para favorecer amigos seus, industriais. Queriam plantar palmito lá. Chegou a tentar me tirar da direção da reserva para facilitar sua intenção. Falei que mataria este homem se fizesse este crime e acho que mataria mesmo. Lembro que, na época, o jornal Movimento foi o primeiro a ficar do meu lado. Os jornais do Espírito Santo, comprometidos com o bandido, se omitiram".
O resultado da polêmica lhe foi favorável, sendo assinado um acordo transferindo definitivamente a área para a UFRJ. Em 1984 envolveu-se em outra batalha contra a devastação de uma área natural no Espírito Santo onde viviam espécies de beija-flor ameaçadas de extinção.

### Últimos anos
Em 1985, já fragilizado por várias malárias e esquistossomoses que contraiu durante as pesquisas de campo, tornou-se ainda mais frágil como efeito da hepatite C que o acometia. Mal podia caminhar, desenvolveu uma hérnia ao fazer um pequeno esforço, e o antigo envenenamento pelos sapos também cobrava tributo de sua saúde. No dia 23 de janeiro de 1986 reuniu-se com índios no Parque da Cidade, no Rio de Janeiro, para um ritual de purificação e cura dirigido pelo cacique Raoni e o pajé Sapaim, após diversos tratamentos médicos convencionais. A pajelança durou três dias e virou manchete em rádios e jornais de todo o país durante uma semana, sendo noticiada também no exterior. Após o tratamento os indígenas o deram como curado, e de fato o paciente sentira-se bem desde o primeiro dia, cessando as hemorragias, as tonturas e as dores.
Mas as melhoras foram efêmeras e seu estado continuou piorando. Depois de ser internado em uma clínica em Linhares, apresentando outra vez vômitos e tontura, sendo acometido ali por uma isquemia cerebral, da qual se recuperou sem sequelas, no dia 24 de maio foi transferido para o Hospital São José, em Vitória, por complicações gastroenterológicas. Morreu no dia 3 de junho de 1986. A causa mortis foi Insuficiência hepática causada por uma cirrose, agravada por hemorragias e falência das funções renais. Segundo o médico que o tratou, a cirrose derivou de uma intoxicação por excesso de remédios contra a malária, e não, como foi divulgado, do contato com os sapos venenosos. Seus órgãos foram doados ao Hospital de Clínicas da Universidade Federal do Espírito Santo para pesquisas médicas.
Foi velado na Assembleia Legislativa do Espírito Santo, a prefeitura de Santa Teresa decretou feriado para que a população pudesse se despedir, a família recebeu centenas de telegramas de pêsames e, a seu pedido, foi enterrado no solo da Reserva Biológica de Santa Lúcia, coincidentemente, no dia 5, Dia Mundial do Meio Ambiente. Seu passamento foi lamentado por muitos, incluindo o presidente da república José Sarney, e o ministro do interior, Ronaldo Costa Couto, que disse: "Todo o Brasil está de luto". Affonso Romano de Sant'Anna afirmou que ele encarnou em si o mito do herói fundador, sendo "o primeiro grande mártir do movimento ecológico brasileiro". E acrescentou: "Se batalhar ecologia hoje ainda é difícil, imaginem durante a ditadura e os anos anteriores de inconsciência.... Alguma coisa está mudando neste país. E Ruschi foi um dos atores principais desta mudança. Demonstrou que o amor aos beija-flores e orquídeas pode ajudar a salvar o homem". Até mesmo seu maior inimigo, Rainor Grecco, apontado como um dos maiores desmatadores do mundo e que orgulhosamente se autointitulava "assassino de árvores", reconheceu que sua morte representou uma grande perda, e no dia de seu enterro não derrubou nenhuma árvore, embora não deixasse de chamá-lo de sonhador, egoísta e violento, e até fez graça: "Eu sempre levei a melhor. Veja o que sobrou da mata atlântica no Espírito Santo e no sul da Bahia... A morte poupou Ruschi de ver a queda da floresta amazônica".

## Legado
| “ | A capacidade de destruir do homem partiu do arco e flecha, chegou à bomba atômica e irá muito além dela. Mas a Natureza lhe cobrará tributos cada vez maiores, e se desejarmos continuar como elementos integrantes dessa mesma Natureza, a quem devemos uma grande parcela de nossa existência, façamos-lhe justiça, conservando-a. | ” |

Augusto Ruschi foi um viajante incansável, sempre em busca de novos conhecimentos em regiões tão distantes como a Patagônia e o Alasca; manteve contínuo e relevante intercâmbio com instituições científicas e pesquisadores de todo o mundo, deu inúmeras conferências pelo Brasil e no estrangeiro, e fundou duas instituições científicas, a Estação de Biologia Marinha Ruschi e o Museu de Biologia Professor Mello Leitão, cujo acervo ornitológico é o maior do estado, além de fundar também o Boletim do Museu de Biologia Professor Mello Leitão. Deixou enorme produção escrita, com cerca de 450 artigos e mais de vinte livros científicos publicados, que constituem uma das maiores documentações existentes sobre a Mata Atlântica e os beija-flores, na qual Aves do Brasil talvez seja o título mais conhecido, mas, segundo Simon, Beija-flores do Estado do Espírito Santo é o mais importante. Também reuniu vasta coleção de fotografias e produziu pessoalmente milhares de desenhos para ilustração de seus trabalhos. Concebeu e realizou diversos projetos para instituições zoobotânicas internacionais, como o Parque Nacional del Este, na Venezuela, e os zoos de Washington, San Diego e Filadélfia, nos Estados Unidos.

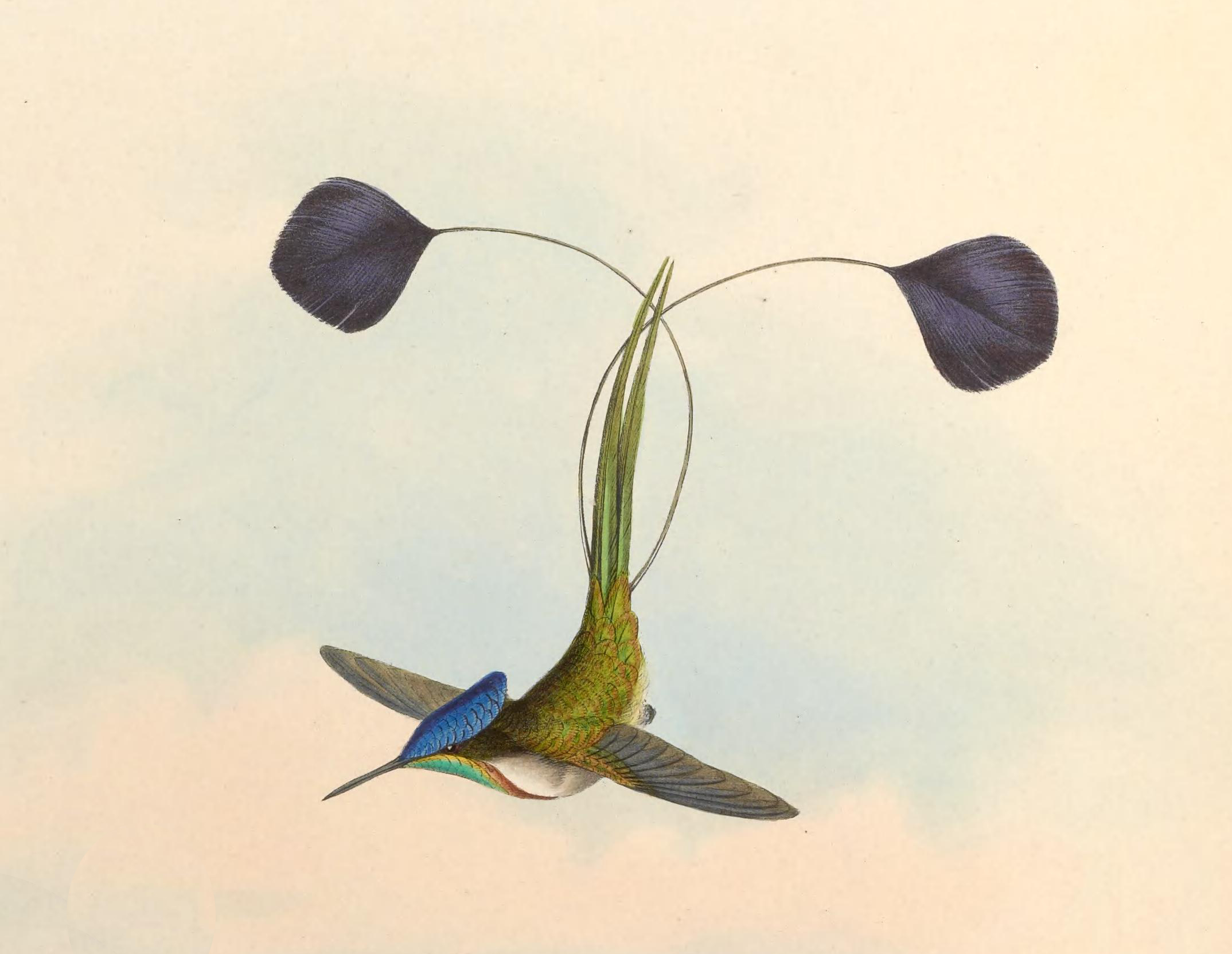
O beija-flor Loddigesia mirabilis, redescoberto por Ruschi. Detalhe de ilustração de John Gould

Sua notoriedade na comunidade científica advém principalmente do seu profundo conhecimento sobre os beija-flores, área em que se tornou a maior autoridade mundial, catalogando oitenta por cento das espécies brasileiras e descobrindo outras duas. Foi o redescobridor em 1961 da espécie Augastes lumachella, considerada extinta desde a década de 50, e, em 1967, da espécie Loddigesia mirabilis, nativa do Peru, considerada extinta desde 1933. Foi o primeiro a domesticar e a conseguir a reprodução de beija-flores em cativeiro. Sua intimidade com eles era tanta que o escritor e explorador Louis Marden, escrevendo em 1963 uma matéria para a National Geographic Magazine, se declarou impressionado com o que vira, acreditando que Ruschi era capaz de se comunicar com as avezinhas, que vinham tomar alimento de sua própria boca, como foi documentado em uma fotografia publicada nos anos 70 pela revista Manchete, que teve larga circulação. Adquiriu também vasto saber sobre as orquídeas, descrevendo cerca de cinquenta novas espécies, além de deixar trabalhos valiosos sobre morcegos, rãs e muitos outros seres.
Ganhou ainda projeção internacional por ter sido um dos pioneiros e um dos mais ativos defensores da causa ecológica no Brasil, incentivando a criação de reservas naturais, como a Reserva de Biologia Marinha, cuja área adquiriu com seus próprios recursos, e o Parque Nacional do Caparaó, e contribuindo para a demarcação de muitas outras em seu estado natal. Também foi um ativo divulgador da ciência, e o organizador do primeiro curso brasileiro sobre conservação da natureza e seus recursos, cujas aulas publicou no jornal A Gazeta, de Vitória. Um artigo de 1960 na revista Seleções do Reader's Digest, intitulado "O Éden de Augusto Ruschi", desencadeou uma resposta de larga escala, contribuindo para o despertar da consciência ecológica mundial. Como exemplo, o celebrado ator William Holden, ao lê-lo, sentiu-se motivado a adquirir grandes áreas na África a fim de estabelecer reservas naturais.
Foi um dos primeiros a denunciar o início da derrubada da floresta amazônica e a enfrentar a ditadura militar em nome da ecologia; a falar em favor dos indígenas; a prever a escassez de água no mundo, o aquecimento global, a poluição do ar na Grande Vitória causada pelas instalação de indústrias siderúrgicas, os efeitos danosos da agricultura em larga escala, com fertilizantes e agrotóxicos, e o efeito desertificante da monocultura de eucalipto, uma espécie exótica que forma os chamados "desertos verdes", expulsando toda a biodiversidade nativa. Atribui-se ao brasileiro a ideia original de integrar as reservas ecológicas a qualquer plano de reforma agrária. Foi inovador também na formulação de modelos de preservação baseados em bancos genéticos a serem criados - trabalho consagrado em um congresso das Nações Unidas em Roma, em 1951, sendo então divulgado mundialmente -; na percepção das reservas ecológicas como reservatórios inestimáveis da biodiversidade, e do desenvolvimento sustentável como uma necessidade para a preservação das florestas tropicais. Seu perene amor pela natureza fê-lo dizer certa vez:
"Não é maravilhoso existir um mundo tão vasto que jamais consigamos desvendar todos os seus mistérios? E, além disso, não parece apaixonante viver não só para admirar os seus prodígios, como também, sobretudo, para tentar descobrir os enigmas de que o homem está ainda rodeado?"
No fim da vida mostrara-se satisfeito com as suas muitas conquistas, mas, por outro lado, via desanimado o meio ambiente sofrer ao sabor das oscilações políticas, dos estratagemas obscuros dos grandes capitalistas, da ignorância do povo e do descaso e da corrupção nas esferas oficiais, como afirmou em 1986:
"Estou muito decepcionado com as coisas do futuro. Num país em que até os letrados ignoram a importância do meio ambiente é difícil ficar otimista, ter esperança. Mas, continuo brigando. Quando sei de qualquer tentativa de agressão ecológica vou ao governador, ao IBDF (hoje o Ibama), mas é difícil. No Brasil não há planejamento ecológico, não há verbas. Abrem concurso para fiscal do IBDF, aparecem cinco mil candidatos, mas, só contratam cinco. E as matas continuam sendo derrubadas. Estive na Inglaterra e vi o trabalho de recuperação do rio Tâmisa, que era uma coisa imunda, cheia de detritos, e hoje está belo, limpo. Fiquei pensando: o que foi feito ali equivale a muitos e muitos orçamentos de todas as atividades de preservação realizadas no Brasil. Infelizmente, não temos esta consciência.... Vejo que a preservação florestal depende do presidente do IBDF: se ele gosta da natureza, dá força a este aspecto; se é mais ligado às questões comerciais, é uma tragédia. Há 35 anos, escrevi que estávamos caminhando para construir na Amazônia o segundo maior deserto do mundo. Hoje, a previsão vai se confirmando. No primeiro ano, depois que desmatam, é uma beleza: o solo continua fértil, produz-se muito. Mas, depois, a matéria orgânica é lixiviada para as profundezas do solo e planta nenhuma vai lá embaixo buscá-la. Forma-se o cerrado, depois a caatinga e, finalmente, o deserto".
Além de sua grande contribuição para os assuntos ecológicos e biológicos, deixou vários trabalhos que versam sobre tópicos de antropologia indígena, mineralogia e arqueologia, que hoje estão bastante esquecidos. Sua fama tem servido como atrativo turístico para a cidade de Santa Teresa, onde nasceu. Marcelo Anacleto, secretário municipal de Cultura e Turismo, disse em 2011 que a reserva ecológica que criou recebe a cada ano um número de visitantes três vezes maior do que a população total da cidade, estimulando o comércio e os serviços locais.

## Críticas
Apesar do prestígio de Ruschi como cientista, recentemente seus trabalhos vêm sendo objeto de várias críticas, principalmente em relação à sua metodologia e algumas de suas conclusões, embora em geral não se negue sua grande importância como ambientalista e como pioneiro em muitas áreas da ciência, deixando muitas contribuições seminais para o estudo da natureza.
Numa publicação da Universidade do Sul de Santa Catarina, José Fernando Pacheco e Claudia Bauer, em estudo de caso, apontaram graves inconsistências e erros no trabalho Lista de Aves do Espírito Santo. Primeiro citaram a ausência de fontes bibliográficas e contradições, mas, mais importante, alegaram que a obra foi fruto de fraude, tendo o autor manipulado vários dados e usado, sem declarar, obras de outros ornitólogos. Sobre os erros e a questão das referências, foram feitas as ressalvas de que erros podem ocorrer em qualquer trabalho, ainda mais em se tratando de obras pioneiras como as dele, e que a apresentação das fontes em trabalhos científicos não havia, na época da publicação, ainda sido adotada generalizadamente como prática obrigatória pela comunidade científica. Porém, para os críticos, esse problema afeta mesmo suas obras posteriores. Sobre a manipulação de dados, apoiaram-se em suas próprias investigações e em críticas de outros pesquisadores, como Hinkelmann, Stiles, Pacheco, Sick, Bauer e Vanzolini. Na conclusão, disseram: "O estudo de caso aqui apresentado, conquanto indicativo de fraude, fornece razões suficientes para que todos os demais trabalhos faunísticos produzidos por Augusto Ruschi sejam colocados ad summa em suspeição". As mesmas acusações foram levantadas por Edwin Willis, em estudo publicado na revista Ornitologia Tropical:
"Suas listas de aves sem referências e suas observações de campo têm levantado tantos problemas (Vanzolini 1999, Simon 2000, Pacheco & Bauer 2001, Willis & Oniki 2002), que mesmo muitas de suas observações do comportamento dos beija-flores são provavelmente falsas. Ele estudou algumas espécies e fez muito para preservar a natureza e encorajar novos estudos, mas relatou dezenas de registros falsos para completar seus trabalhos ou atrair atenção".
No entanto, um estudo de Ana Cristina Venturini e Pedro de Paz, publicado na revista Ararajuba, se inclinou a confirmar, segundo o que disse Ruschi, várias das observações polêmicas apontadas pelos críticos, e mesmo José Eduardo Simon, um de seus críticos, reconheceu que sua contribuição, particularmente para o estudo dos beija-flores, a despeito de todos os possíveis problemas, foi "vital para o impulso da ornitologia capixaba" e ainda dá bons subsídios para novas pesquisas.

## Distinções e homenagens

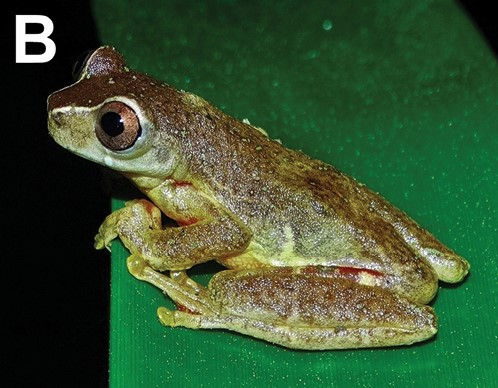
A rã Dendropsophus ruschii, batizada com o sobrenome do cientista. (Foto: Pedro Peloso)

Foi presidente da Comissão de Reestruturação do Jardim Botânico do Rio de Janeiro, da Comissão da Floresta Atlântica, e do Conselho de Cultura do Estado do Espírito Santo. Professor Titular da Universidade do Brasil. Foi membro fundador, honorário, correspondente ou efetivo de várias sociedades científicas do Brasil e do mundo. Em 1979 foi objeto de um documentário dirigido por Orlando Bonfim Netto e já foi biografado por Sandra Daniel, Luiz Carlos Biasutti e Rogério Medeiros.
Seu nome foi atribuído a diversas instituições científicas, entre elas a Reserva Biológica Augusto Ruschi ao Parque Florestal Augusto Ruschi, ambos em Santa Teresa, à Reserva Ecológica Augusto Ruschi, em São José dos Campos o Parque Municipal Augusto Ruschi em Vitória, a Estação de Biologia Marinha Ruschi em Aracruz, o Museu Zoobotânico Augusto Ruschi, e identifica várias espécies de plantas e animais, entre elas o rato Abrawayaomys ruschii, a begônia Begonia ruschii, Mollinedia ruschii e a rã Dendropsophus ruschii.
Também deu nome a ruas, escolas e prêmios, como a Medalha Augusto Ruschi, concedida desde 1986 pela Sociedade Brasileira para o Progresso da Ciência a cidadãos brasileiros que contribuíram de maneira relevante nas áreas de ecologia e ciências da natureza, a Comenda Augusto Ruschi, da Assembleia Legislativa do Espírito Santo.

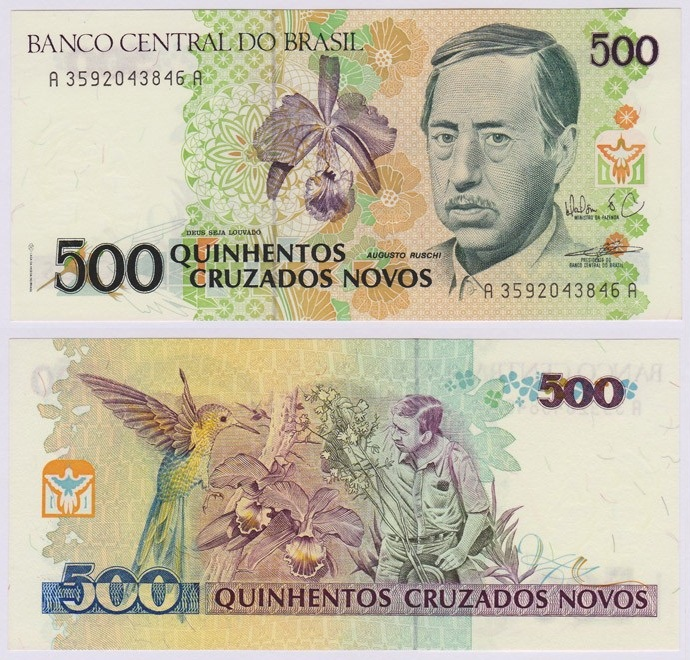
Cédula de 500 cruzados novos com a efígie de Augusto Ruschi

O Museu Mello Leitão, que fundou, foi incorporado em 1984 ao Instituto do Patrimônio Histórico e Artístico Nacional (Iphan), que o considera "uma das principais instituições ligadas ao patrimônio natural do país". Recebeu a Ordem do Mérito Dom João VI no grau de comendador e a Comenda Jerônimo Monteiro, a mais alta distinção do governo do Espírito Santo, além de cinco troféus, dezesseis placas e vinte e três medalhas. Também foi homenageado recebendo a cidadania honorária de Vitória, foi tema do 13º Prêmio Nacional de Redação, iniciativa da Fundação Banco do Brasil em parceria com Fundação Assis Chateaubriand, e teve sua efígie impressa em uma cédula de 500 cruzados novos emitida pela Casa da Moeda do Brasil, que circulou entre 15 de abril de 1990 e 15 de setembro de 1994. Sua vida e morte foi tema de uma longa canção de Paulo Tatit, publicada no álbum Quero passear (1988), do Grupo Rumo, sendo adaptada para o teatro por Sergio Serrano em 1992 e apresentada pela Companhia Teatro de Papel. O beija-flor Lophornis magnificus, que estudou, tornou-se símbolo da cidade de Santa Teresa. Seu acervo privado foi declarado bem de interesse público e social pelo Conselho Nacional de Arquivos, com referendo do Ministério da Justiça, e através da lei federal nº 8 917, de 13 de julho de 1994, foi-lhe concedido o título de Patrono da Ecologia no Brasil.
Em 2005, quando se comemoraram os noventa anos de seu nascimento, o cientista recebeu muitas outras homenagens. O Iphan, envolvido nas festividades, afirmou que ele influenciou todo o pensamento ambientalista no Brasil. A prefeitura de Santa Teresa inaugurou um busto na praça Domingos Martins, que passou a ser chamada praça Augusto Ruschi. Nas comemorações foi lançado o livro Augusto Ruschi, da coleção Grandes Nomes do Espírito Santo, e o governador do estado, Paulo Hartung, declarou que ele "é um exemplo para todos nós que queremos viver em harmonia com a natureza, levando desenvolvimento e inclusão social para nossa sociedade".